# Politechničeskaja (stanice metra v Petrohradu)

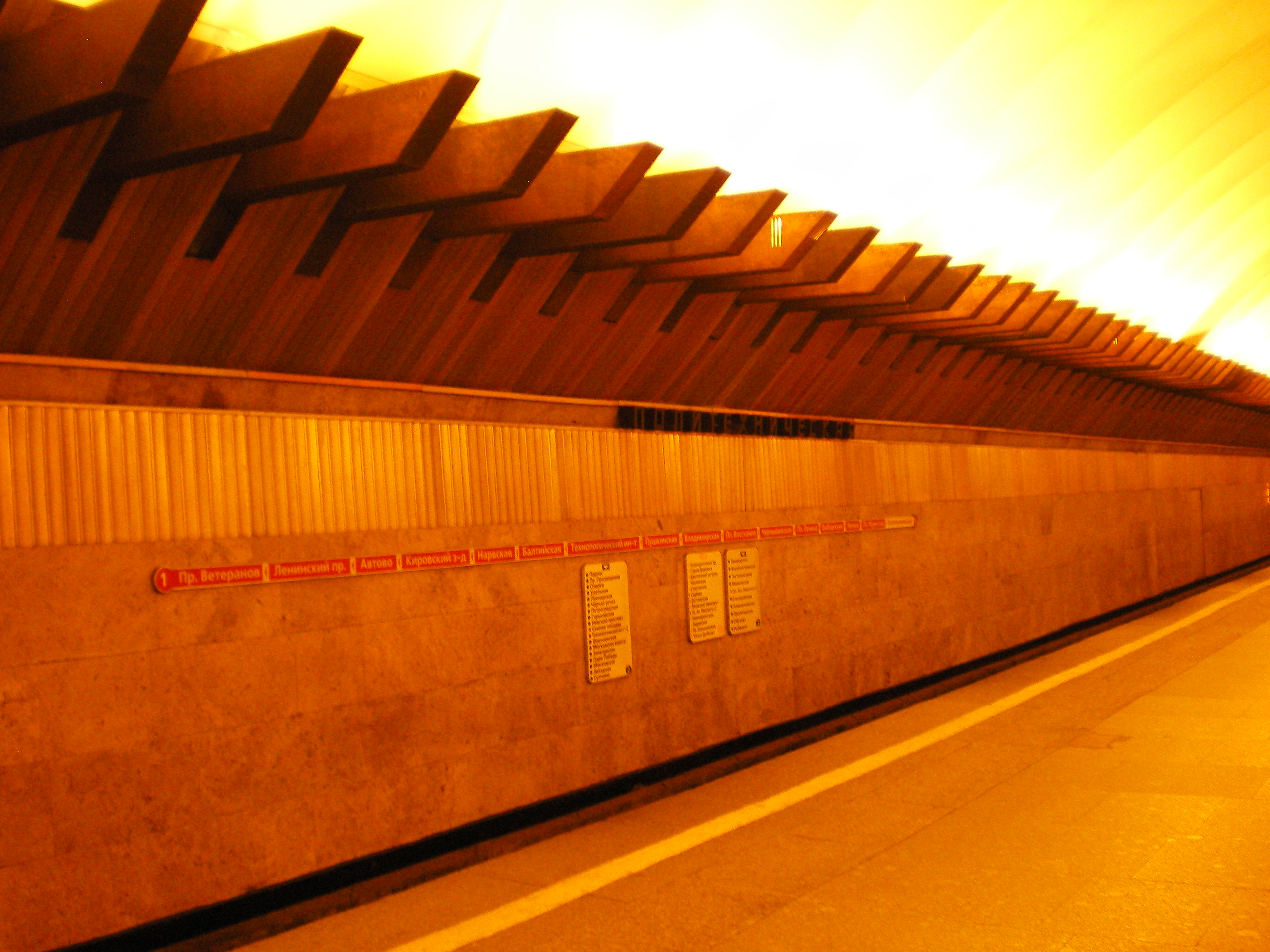
Obklad stěn a osvětlení

Politechničeskaja (rusky Политехническая) je stanice petrohradského metra. Nachází se na Kirovsko-Vyborské lince, v její severní části. Pojmenována je podle nedaleké budovy polytechnického institutu.
Politechničeskaja je podzemní, ražená stanice hlubokého založení (65 m pod povrchem). Protože byla budována v první polovině 70. let (otevřena 31. prosince 1975), jedná se o jednu z prvních stanic tohoto typu. Z nástupiště vede jeden výstup (tříramenné hlubinné eskalátory) do velkého povrchového vestibulu, který je umístěn na Polytechnické ulici nedaleko od pokrovského kostela. Současný vzhled vestibulu v původních projektech však nebyl; ještě před otevřením stanice totiž byla stavba upravena. V současné době se uvažuje o výstavbě obchodního centra, které by starý vestibul nahradilo.